# Patchia virginiana
Patchia virginiana är en insektsart som beskrevs av Baker, A.C. 1920. Patchia virginiana ingår i släktet Patchia och familjen långrörsbladlöss. Inga underarter finns listade i Catalogue of Life.